# Oberea medioflavoantennalis
Oberea medioflavoantennalis là một loài bọ cánh cứng trong họ Cerambycidae.